# Jon Bernthal
Jon Bernthal, né le 20 septembre 1976 à Washington (États-Unis), est un acteur américain.
Il s'est fait connaître avec la série télévisée américaine The Walking Dead .

## Biographie
Jonathan E. Bernthal naît le 20 septembre 1976 à Washington D.C., où il grandit.
Il est le fils de Joan Lurie (née Marx) et Eric Lawrence « Rick » Bernthal, un avocat de Latham & Watkins et président du conseil d'administration de la Humane Society jusqu'en 2019. Ses deux parents sont d’origine juive ashkénaze.
Il a deux frères, Nicholas, chirurgien orthopédiste et professeur à UCLA et Thomas  Bernthal (en). Son cousin, Adam Schlesinger, était musicien. Il est mort en avril 2020 de complications du COVID-19 durant la pandémie du virus.
Son grand-père Murray Bernthal (en) était musicien et producteur (1911-2010). Sa grand-mère maternelle est née à Munich en Allemagne. Les ancêtres de Jon ont immigré depuis l'Autriche, la Russie, la Pologne et la Lituanie.
Jon Bernthal a grandi à Cabin John, Maryland. Il a fréquenté la Sidwell Friends School (en) où il a obtenu son diplôme en 1995. Il se décrivait plus jeune, comme un « fauteur de trouble ».
Après ses études secondaires, il a étudié au Skidmore College situé à Saratoga Springs, dans l'état de New-York, mais a abandonné. Sur les conseils de sa professeure de théâtre, Alma Becker, il rejoint le théâtre d'art de Moscou en Russie. Pendant son séjour là-bas, il était receveur pour une équipe de baseball professionnelle russe,.
Il a eu le nez cassé 14 fois au cours de sa vie.

### Vie privée
Il est marié à Erin Angle, infirmière en traumatologie et nièce du catcheur Kurt Angle. Le mariage a eu lieu le 25 septembre 2010 à Potomac, Maryland, officié par sa professeure de théâtre, Alma Becker.
Le couple a eu trois enfants, Henry (né en août 2011), et Billy (né en janvier 2013), et une fille, Adeline (née en février 2015). Ils ont vécu à Venice en Californie. Jon et sa famille habitent à Ojai, ville proche de Santa Barbara, en Californie. Jon décrit cet endroit comme « un havre de paix ».
Il est supporter de l'équipe de football américain des Commanders de Washington.

## Carrière

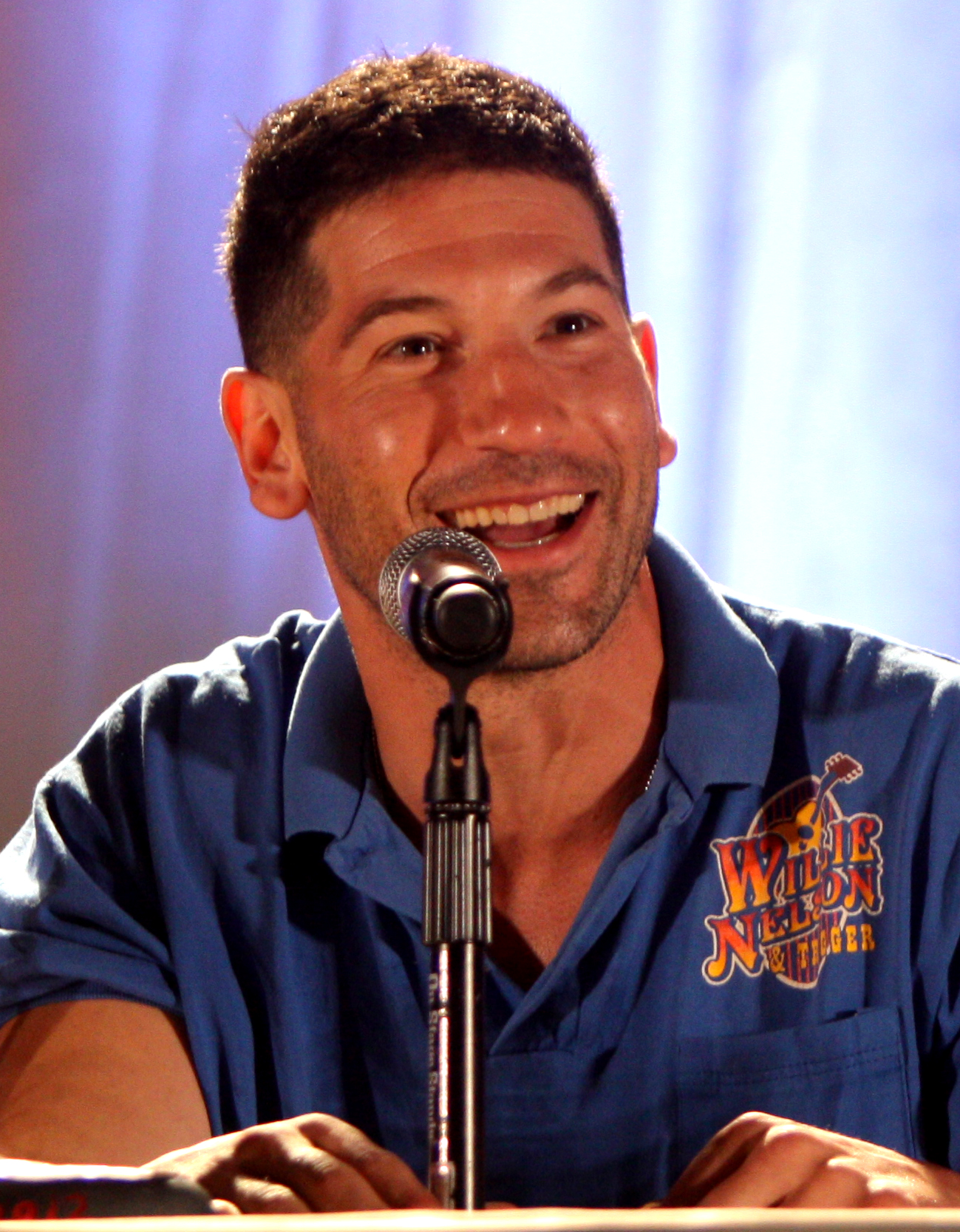
Jon Bernthal incarne Frank Castle / le Punisher dans les séries télévisées Daredevil et The Punisher

À partir de 2002, il apparaît dans différentes séries telles que Les Experts : Miami, FBI : Portés disparus, How I Met Your Mother, ou encore Boston Justice.
En 2006, Jon apparaît dans World Trade Center et obtient son premier rôle important dans la série La Classe. Il joue dans La Nuit au musée 2, The Ghost Writer et Crazy Night, avec des rôles secondaires.
Ce n'est qu'à partir de 2010, en jouant dans The Walking Dead qu'il se fait connaître du grand public en jouant Shane Walsh, le meilleur ami du personnage principal : Rick Grimes
En 2013, il joue dans Mob City, une série policière dirigée par Frank Darabont. La même année, il est aussi au casting du film Le Loup de Wall Street de Martin Scorsese et d'Infiltré.
En 2014, il tourne dans le film Match Retour, accompagné de Sylvester Stallone et Robert De Niro, puis dans Fury de David Ayer, avec entre autres Brad Pitt et Shia LaBeouf.
En 2015, il apparaît dans Sicario de Denis Villeneuve, avant d'être choisi pour incarner Frank Castle, alias Punisher, personnage de l'univers de Marvel Comics, dans la 2e saison de Daredevil (2016) puis dans la série The Punisher (2017).
Il s’est également mis à la production de Podcasts : "Real Ones With Jon Bernthal", disponible aussi sur Youtube et sur la plateforme Spotify.

## Filmographie

### Cinéma

#### Films
- 2001 : Mary/Mary de Joseph H. Biancaniello : Manny
- 2004 : Tony n' Tina's Wedding de Roger Paradiso : Dominic
- 2006 : World Trade Center d'Oliver Stone : Christopher Amoroso
- 2007 : États de choc (The Air I Breathe) de Jieho Lee : le journaliste
- 2007 : Day Zero de Bryan Gunnar Cole : Dixon
- 2008 : Bar Starz de Michael Pietrzak : Donnie Pitron
- 2008 : A Line in the Sand de Jefferey Chernov : Banzai
- 2009 : La Nuit au musée 2 (Night at the Museum : Battle of the Smithsonian) de Shawn Levy : Al Capone
- 2010 : The Ghost Writer de Roman Polanski : Rick Ricardelli
- 2010 : Crazy Night de Shawn Levy : un jeune homme
- 2011 : Rampart d'Oren Moverman : Dan Morone
- 2011 : Last Worlds (court métrage) : Jennings
- 2013 : Infiltré de Ric Roman Waugh : Daniel James
- 2013 : Timmy Muldoon and the Search for the Shadoweyes Bandit (court métrage) : Bruce
- 2013 : Le Loup de Wall Street (The Wolf of Wall Street) de Martin Scorsese : Brad Bodnick
- 2014 : Match retour (Grudge Match) de Peter Segal : Bradley James “B.J”
- 2014 : Fury de David Ayer : Grady Travis
- 2015 : We Are Your Friends de Max Joseph : Paige
- 2015 : Sicario de Denis Villeneuve : Ted
- 2015 : This Is Not a Love Story d'Alfonso Gomez-Rejon : M. McCarthy
- 2016 : Mr Wolff (The Accountant) de Gavin O'Connor : Brax
- 2017 : Last Crusade - Les Gardiens de la relique (Pilgrimage) de Brendan Muldowney : le muet
- 2017 : Sweet Virginia (en) de Jamie M. Dagg : Sam
- 2017 : Baby Driver d'Edgar Wright : Griff
- 2017 : Wind River de Taylor Sheridan : Matt
- 2017 : L'Exécuteur (Shot Caller) de Ric Roman Waugh : Frank "Shotgun"
- 2018 : Les Veuves (Widows) de Steve McQueen : Florek Gunner
- 2019 : Le Mans 66 (Ford v. Ferrari) de James Mangold : Lee Iacocca
- 2019 : Le Cri du faucon (The Peanut Butter Falcon) de Tyler Nilson et Michael Schwartz : Mark
- 2020 : Viena and the Fantomes de Gerardo Naranjo : Monroe
- 2021 : Ceux qui veulent ma mort (Those Who Wish Me Dead) de Taylor Sheridan : Ethan Sawyer
- 2021 : Many Saints of Newark - Une histoire des Soprano (The Many Saints of Newark)  d'Alan Taylor : Giovanni "Johnny Boy" Soprano
- 2021 : La Méthode Williams (King Richard) de Reinaldo Marcus Green : Rick Macci
- 2021 : Mécanique Fatale (Small Engine Repair) de John Pollono (en) : Terrence Swaino
- 2021 : Impardonnable (The Unforgivable) de Nora Fingscheidt : Blake
- 2022 : Sharp Stick de Lena Dunham : Josh
- 2025 : The Amateur de James Hawes : Jackson O'Brien, "The Bear"
- 2025 : Mr. Wolff 2 (The Accountant 2) de Gavin O'Connor : Brax
- 2026 : L'Odyssé (The Odyssey) de Christopher Nolan : Rôle non révélé
- 2026 : Spider-Man : Brand New Day (Spider-Man : Brand New Day) de Destin Daniel Cretton : Frank Castle / Le Punisher

#### Film d'animation
- 2016 : La Ligue des justiciers vs. les Teen Titans : Trigon

### Télévision

#### Téléfilms
- 2004 : Quand la vie est Rose (Revenge of the Middle-Aged Woman) de Sheldon Larry : l'homme au bureau
- 2008 : Courtroom K : Fackler

#### Séries télévisées
- 2002 : New York, section criminelle (Law and Order : Criminal Intent) : Lane Ruddock (saison 2, épisode 6)
- 2004 : FBI : Portés disparus (Without a Trace) : Alex Genya (saison 2, épisode 24)
- 2004 : Dr Vegas : Greg (saison 1, épisode 3)
- 2004 : Boston Justice (Boston Legal) : Michael Shea (saison 1, épisode 7)
- 2005 : Jonny Zéro (Jonny Zero) : Brett Parish (saison 1, épisode 5)
- 2005 : Les Experts : Miami (CSI : Miami) : Harry Klugman (saison 3, épisodes 20 et 22)
- 2005 : New York, unité spéciale (Law and Order : Special Victims Unit) : Sherman Hempell (saison 6, épisode 23)
- 2005 : How I Met Your Mother : Carlos (saison 1, épisode 2)
- 2006 - 2007 : La Classe (The Class) : Duncan Carmello
- 2009 - 2010 : Les Mystères d'Eastwick (Eastwick) : Raymond Gardener
- 2010 : Numbers (Numb3rs) : Mike Nash (saison 6, épisode 15)
- 2010 : L'Enfer du Pacifique (The Pacific) : Sergent Manuel Rodriguez
- 2010 - 2012 : The Walking Dead : Shane Walsh (21 épisodes)
- 2012 : La Loi selon Harry (Harry's Law) : Lucas Trassino (saison 2, épisode 21)
- 2013 : Mob City : Joe Teague
- 2015 : Show Me a Hero : Michael H. Sussman
- 2016 - 2017 : Daredevil : Frank Castle / Le Punisher (saison 2)
- 2017 - 2019 : The Punisher : Frank Castle / Le Punisher (rôle principal - 26 épisodes)
- 2018 : The Walking Dead : Shane Walsh (Saison 9, épisode 5)
- 2019 : Unbreakable Kimmy Schmidt : Ilan (saison 4, épisode 6 et 7)
- 2022 : We Own This City de David Simon et George Pelecanos : Wayne Jenkins
- 2022 : American Gigolo de David Hollander (en) : Julian Kaye
- 2022 : The Bear de Christopher Storer (en) : Michael "Mikey" Berzatto
- 2025 : Daredevil: Born Again : Frank Castle / Le Punisher
- 2026 : The Punisher (Special Presentation) : Frank Castle / Le Punisher

#### Séries d'animation
- 2012 : Robot Chicken : Hawkeye / Mayor of Demont (voix originale - saison 6, épisode 10)
- 2017 : Robot Chicken : Shane Walsh (voix originale - saison 9, épisode 0)

### Jeux vidéo
- 2014 : Call of Duty: Advanced Warfare : Decker
- 2017 : Ghost Recon Wildlands : Opération Oracle : Cole D. Walker
- 2019 : Ghost Recon Breakpoint : Cole D. Walker

## Voix francophones
À ses débuts, plusieurs comédiens se sont succédé pour doubler Jon Bernthal. Ainsi, Mathias Kozlowski est sa voix dans New York, section criminelle Ludovic Baugin dans Boston Justice, Maurice Decoster dans Quand la vie est Rose, Stéphane Ronchewski dans New York, unité spéciale, Vincent Ribeiro dans La Classe, Gauthier de la Touche dans La Nuit au musée 2, Alexis Tomassian dans Crazy Night, Anatole de Bodinat dans Les Mystères d'Eastwick et Xavier Fagnon dans The Pacific.
Depuis 2010, Jérôme Pauwels est sa voix régulière et le double notamment dans The Walking Dead, Le Loup de Wall Street, Sicario, les séries Marvel / Netflix, Show Me a Hero, Mr. Wolff, Les Veuves, le jeu vidéo Tom Clancy's Ghost Recon Breakpoint ou encore Le Mans 66. En parallèle, il est doublé par Fabien Jacquelin dans Rampart, Anatole de Bodinat le retrouve dans We Are Your Friends, Cédric Dumond le double dans Fury, Benjamin Penamaria dans Baby Driver, Pierre François Pistorio dans Wind River, Boris Rehlinger dans L'Exécuteur et Jochen Hägele dans Ceux qui veulent ma mort.
Au Québec, Frédérik Zacharek est la voix québécoise régulière de l'acteur. Il le double notamment dans Le Loup de Wall Street, Fury, Sicario, Le Comptable, Baby le chauffeur, Meurtre à Wind River ou encore Ford contre Ferrari.